# István Kozák
István Kozák (10 ottobre 1990) è un lottatore ungherese, specializzato nella lotta greco-romana.

## Biografia
È stato allenato dal 1996 al 2012 da Ferenc Papp e in seguito da Gyoergi Struhacs ed ha lottato per il Cegled Vasutas Sport Club.
Si è contraddistinto a livello giovanile agli europei cadetti di Istanbul 2006 arrivando settimo nel torneo di lotta libera 54 chilogrammi. Agli europei cadetti di Varsavia 2007 è giunto ottavo nella lotta greco-romana, da allora ha sempre praticato questa specialità. In seguito ha partecipato agli europei ed ai mondiali juniors.
Ha debuttato nelle categorie senior ai campionati europei a Dortmund 2011, dove si è piazzato quinto. Lo stesso hanno ha esordito anche ai mondiali di Istanbul 2011, terminando al trentaduesimo posto, sconfitto dal cinese Jiang Sheng al primo turno.
Ha ottenuto il primo podio internazionale ai campionati mondiali universitari di Kuortane 2012, vincendo in finale contro il turco Mevlüt Arık, guadagnandosi così l'oro nel torneo dei 66 chilogrammi.
Agli europei di Tbilisi 2013, estromesso al primo incontro dall'armeno Aleksander Mikaelyan. Ai mondiali di Budapest 2013 ha chiuso al ventesimo posto dopo essere rimasto sconfitto al secondo turno dal cubano Ismael Borrero, campione panamericano in carica.
L'anno successivo all'europeo di Vantaa 2014 ha perso al primo turno contro il polacco Dawid Karecinski.
È ritornato a competere agli europei a Kaspijsk 2018, dove è stato sconfitto al secondo turno dall'armeno Karen Aslanian (medaglia di bronzo del torneo) ed ha terminato il torneo al quindicesimo posto.

## Palmarès
- Campionati mondiali universitari

Kuortane 2012: oro nella lotta greco-romana -66 kg.